# 海即跨海大桥
海即跨海大桥是连接中国山东省海阳市与青岛市即墨区，跨越黄海与丁字湾交接的丁字河口的一座跨海大桥，全长3291.6米。该桥由山东省海阳市人民政府财政投资5亿元人民币，山东省交通规划设计院规划设计，山东省路桥集团有限公司负责施工建设，2012年4月13日完成合龙，5月22日全部工程结束，5月28日正式通车。大桥北起海阳市辛安镇姜家庄村，经1.38千米连接鸭岛，再向南经1.92千米至即墨区丰城镇栲栳码头；其中海阳段2.17千米，即墨段1.12千米。